# Маккуин, Хью
Хью Маккуи́н (англ. Hugh McQueen; 1867—1944) — шотландский футболист, крайний нападающий, наиболее известный по выступлениям за английский клуб «Ливерпуль», за который он играл в середине 90-х годов XIX века.

## Карьера
Хью был подписан первым менеджером «Ливерпуля» Джоном Маккеной из «Ли Атлетик» вместе со своим братом Мэттом. Он был одним из первых футболистов, когда-либо выступавших за «Ливерпуль», дебютировав в победном для своего клуба матче на «Энфилде» против «Гайд-парк Юнайтед», который «красные» выиграли со счётом 8:0. По итогам сезона «Ливерпуль» выиграл турнир Ланкаширской лиги.
2 сентября 1893 года команда Маккуина провела свой первый матч в рамках Футбольной лиги, в матче розыгрыша Второго дивизиона обыграв «Мидлсбро Айронополис» со счётом 2:0. В том сезоне Хью пропустил лишь один матч из 28 в лиге. Его команда так и осталась непобеждённой, а в «тестовом» матче за право играть в Первом дивизионе ей был обыгран «Ньютон Хит».
Пребывание «Ливерпуля» в элитном дивизионе оказалось недолгим — после первого же сезона команда вернулась обратно во Второй дивизион, а летом 1895 года Хью Маккуин покинул команду и перешёл в «Дерби Каунти». Впоследствии он также играл за «Куинз Парк Рейнджерс», «Килмарнок» и «Хиберниан».

## Достижения
- Чемпион Второго дивизиона (1894)
- Чемпион Ланкаширской лиги (1893)